# آن سه
آن سه فیلمی به کارگردانی و نویسندگی نقی نعمتی ساختهٔ سال ۱۳۸۵ است.

## بازیگران
- یوسف یزدانی
- داریوش غذبانی
- اسماعیل موحدی
- فاطمه میرسلیمانی فرد
- جواد صارمی

## داستان
سه سرباز فراری، یک مافوق سختگیر، عده ای قاچاقچی، هوای نا مساعد و کولاک، زنی باردار و مرگ.
سه سرباز در یک روز برفی و سرد و مه آلود از گروهان خود جدا می‌شوند و در شرایط جوی خطرناک به دنبال نجات جان خود از شرایط موجود هستند.